# Vägteknik

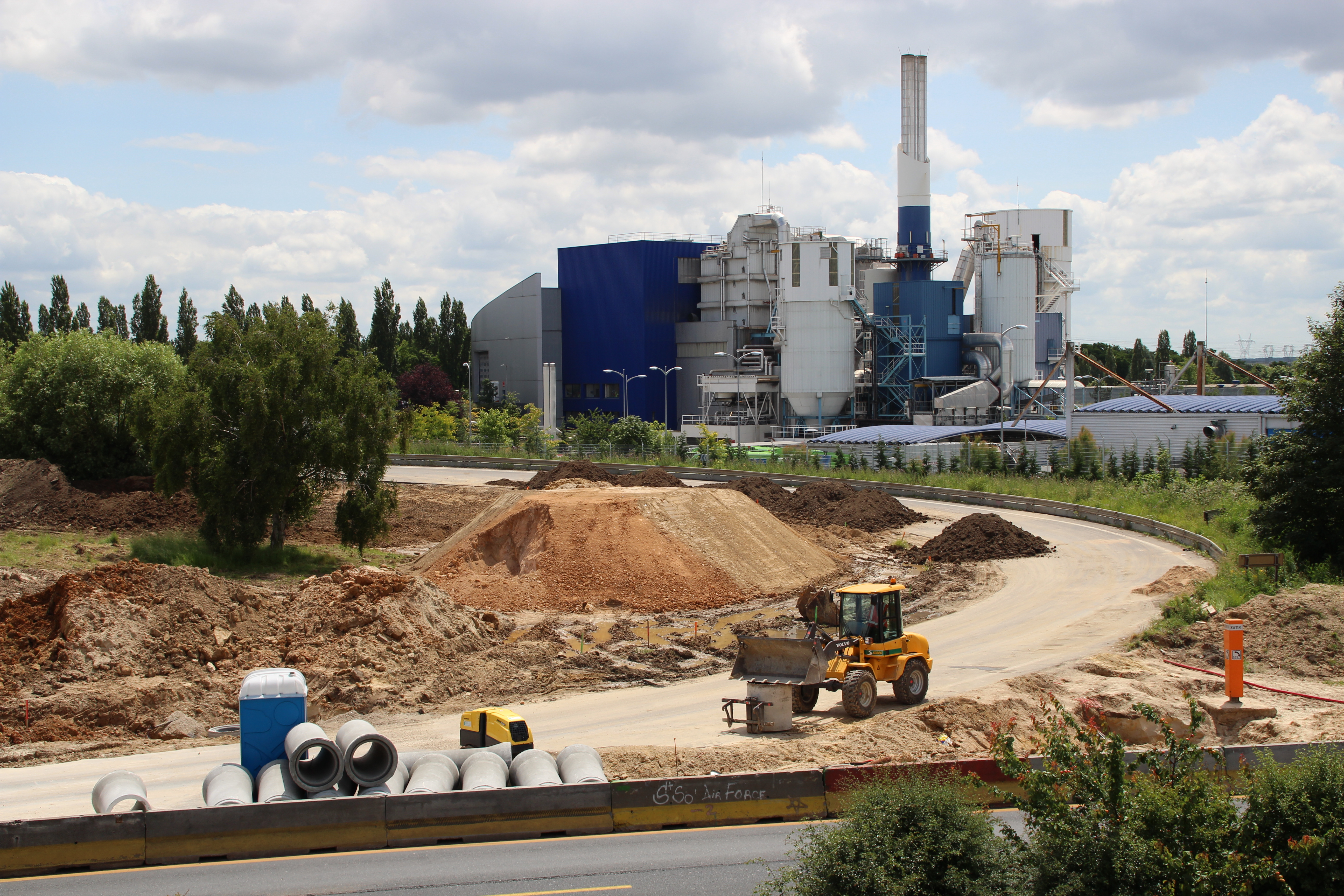
Vägbygge i Villebon-sur-Yvette, Frankrike 2012

Vägteknik handlar om hur vägar dimensioneras för att avbörda trafik och klara klimatpåkänningar, hur vägar bryts ned, hur vägmaterial beter sig under byggnation och under vägens driftskede, samt om produktion och drift av vägar. Särskilt vid vägunderhåll kombineras teori och ingenjörsmässiga bedömningar för att utforma kostnadseffektiva åtgärder som ger hållbara vägar.

## Lagar
Både byggande och drift av väg regleras av Väglagen. Lagen säger bland annat att väg ska skötas så att den är i för samfärdseln tillfredsställande skick.

## Konstruktionstyper
Vägar byggs med obundet slitlager (grusvägar, "dirtroads", unsealed) eller med bundet slitlager.
Vägar med bundet slitlager kan ha styv konstruktion (betongväg) eller flexibel konstruktion (asfalterad väg).

## Historia
De flesta metoder för analytisk vägdimensionering bygger på elasticitetsteorin. Denna teori introducerades 1949 i vägtekniken av svensken Nils Odemark.